# San Juan de la Peña

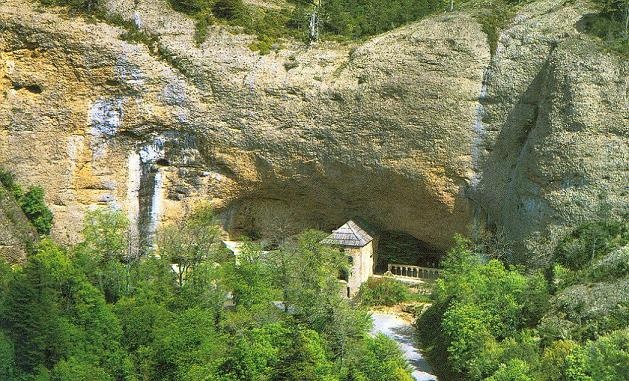
Zicht op het klooster.

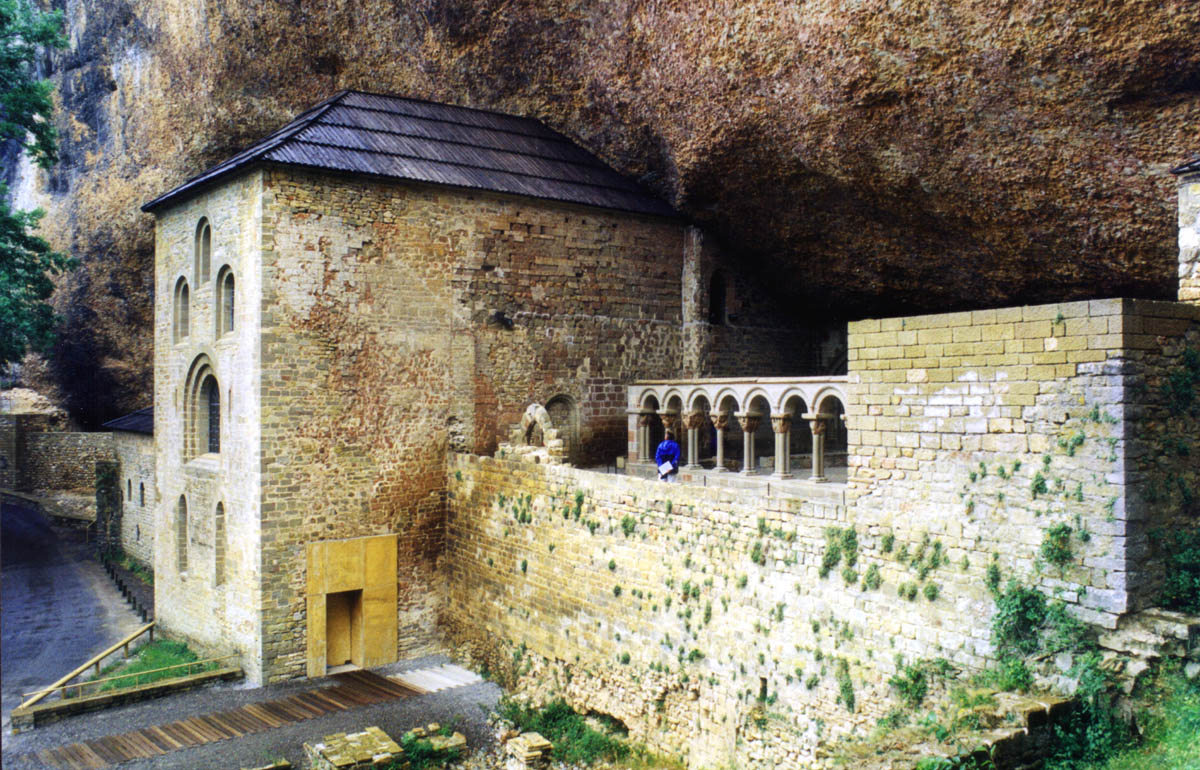
San Juan de la Peña

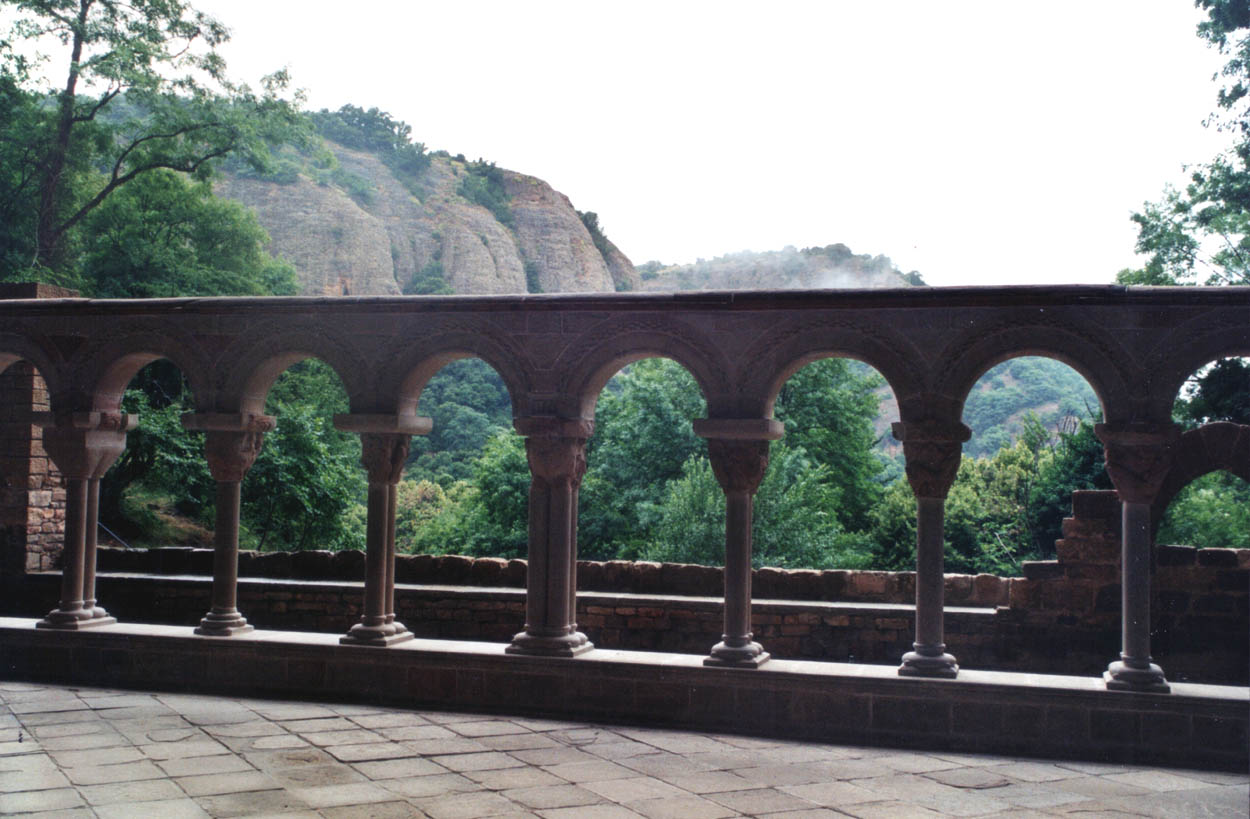
San Juan de la Peña

Het klooster San Juan de la Peña bevindt zich ten zuidwesten van Jaca, in de provincie Huesca, Spanje. Het was in de middeleeuwen een van de belangrijkste kloosters in Aragón.